# 오우 (장사공왕)
장사공왕 오우(長沙共王 吳右, ? ~ 기원전 179년? 178년?)는 중국 전한 초의 인물로, 전한의 이성 제후국 장사국의 제4대 왕이다.

## 생애
장사애왕 7년(기원전 187년), 아버지가 죽자 장사왕을 계승했다. 장사공왕 8년(기원전 179년) 혹은 9년(기원전 178년)에 죽어 아들 장사정왕 오저가 계승했다.
장사공왕 치세는 여태황태후의 집권기(기원전 187년 ~ 기원전 180년)와 겹치는데, 여태황태후가 남월과의 철기 교역을 금지해 남월을 자극하자 남월왕 조타가 이를 장사왕의 야욕으로 규탄해 장사의 몇 현이 남월에 약탈을 당했다.

## 가계

### 관련 인물
- 오예